# Coal City (Illinois)
Coal City – wieś w Stanach Zjednoczonych, w stanie Illinois, w hrabstwie Grundy.

## Demografia
Zgodnie ze spisem statystycznym z 2000, miasto liczyło 4797 mieszkańców. W 2023 liczba mieszkańców wzrosła do 5784 osób, a gęstość zaludnienia niemal do 939 osób/km².